# 村岡浩爾
村岡 浩爾（むらおか こうじ、1936年 - 2015年10月13日）は、日本の環境学者。大阪大学名誉教授工学博士。専門は水環境、特に地下水汚染や土壌汚染については中央環境審議会や地域の委員会の委員長を務め報告書の取りまとめや、環境基準の制定に功績がある。大阪生まれ。叙従四位、瑞宝小綬章追贈。

## 経歴
- 1959年 - 大阪大学工学部卒業
- 1961年 - 大阪大学大学院工学研究科修士課程修了
- 1977年 - 環境庁国立公害研究所室長
- 1986年 - 環境庁 国立公害研究研究所 水質土壌環境部長
- 1988年 - 大阪大学工学部教授、同大学院教授
- 2000年 - 大阪大学名誉教授、大阪産業大学人間環境学部教授、中央環境審議会水環境部会長、(財)日本地下水理化学研究所所長
- 2005年 - 大阪産業大学 人間環境学部 客員教授

## 主要著作
- 河川汚濁のモデル解析 （技報堂出版　1989年）

## 講演活動
- 土壌・地下水環境と今後の展望 （1999年）
- 水の環境基準のあり方と最新動向（2004年水環境学会）
- 土壌汚染対策法を振り返って（2008年おおさかATCグリーンエコプラザ）